# ملعب نو ميستايا
نو ميستايا هو ملعب كرة قدم قيد الإنشاء، يقع في مدينة بلنسية، إسبانيا. سيصبح الملعب البيتي لنادي فالنسيا مستبدلاً ملعب ميستايا الذي يستخدمه النادي حالياً. إتخذ قرار بناءه موسم 2005-2006. ووضع حجر الأساس في أغسطس 2007، ومن المرتقب أن يتسع لـ61,500 متفرج.